# Klaus von Storch
Klaus von Storch Krüger (Osorno, 20 de febrero de 1962) es un oficial retirado de la Fuerza Aérea de Chile, piloto de combate, ingeniero aeroespacial y candidato a astronauta de la República de Chile.

## Familia
Nació en Osorno, el 20 de febrero de 1962, hijo de Berndt von Storch y Antje Liete Krüger. Su hermano Thomas falleció en un accidente aéreo en Rostock, Alemania, en 2004.
Está casado con Anne Marie Fiebig, con quien tiene tres hijos, Tatiana, Maximilian y Patrick. 
Klaus von Storch es hermano de Sven von Storch y cuñado de Beatrix von Storch, reconocida miembro y diputada del partido de la ultraderecha alemana Alternativa para Alemania (AfD).

## Carrera militar
Entró a la Escuela de Aviación en 1979. En Sudáfrica recibió instrucción de piloto de combate en aviones Mirage, y estudió ingeniería aeroespacial en la Universidad del Sur de California. En 1986 estuvo cerca de la muerte en un accidente en el estrecho de Magallanes.

### Proyecto espacial
En 1992, Von Storch fue seleccionado por la Agencia Chilena del Espacio para volar en un transbordador espacial. El objetivo del proyecto de la corporación AstroChile, la Roscosmos y la agencia espacial chilena consistía en realizar tres experimentos: estudiar los trastornos del sueño que afectan a los astronautas en un ambiente de microgravedad, estudiar la capa de contaminación en las ciudades más pobladas de la Tierra y realizar la primera modificación genética de plantas a realizarse en microgravedad. Para el primer experimento, Von Storch tendría que dormir con un casco que registrará el movimiento de sus ojos y su flujo sanguíneo. En el segundo, mediante un sistema láser (proyecto Lasae) se medirían los contaminantes. En el tercero se utilizaría la bacteria Agrobacterium tumefaciens para transformar diversas tipos de plantas.[cita requerida]
En 2001, fue considerado como candidato para un viaje a la Estación Espacial Internacional a bordo de una nave espacial rusa en la primavera de 2003, pero en septiembre de 2002 un informe médico no le fue favorable. La tragedia del transbordador espacial Columbia también afectó el avance del proyecto.

## Actividad como civil
En septiembre de 2004, Von Storch renunció a la Fuerza Aérea, y posteriormente asumió la vicepresidencia de corporación AstroChile.
Von Storch también ejerció como miembro de la Comisión Científico Técnica del Consejo de Ministros para el Desarrollo Espacial del Gobierno de Chile. Desde enero de 2016 es parte de la Comisión Especializada de Expertos Científicos de la Corte Permanente de Arbitraje (CPA) para disputas por actividades en el espacio exterior.
Actualmente espera convertirse en el primer astronauta chileno.